# Malvina Urșianu
Malvina Urșianu (Gușoeni, 19 de junio de 1927 - Bucarest, 6 de agosto de 2015) fue una guionista y directora de cine rumana.

## Biografía
Ursianu estudió historia del arte en el Instituto de Museografía, Paleografía y Biblioteconomía del Archivo Estatal. Estuvo casada con el escritor y publicista Paul Anghel, que murió en 1995. Fue enterrada en el cementerio de Bellu.

## Filmografía

### Guionista
- Bijuterii de familie (1957)
- Gioconda fără surâs (1968)
- Serata (1971)
- Trecătoarele iubiri (1974)
- Întoarcerea lui Vodă Lăpușneanu (1980)
- Liniștea din adîncuri (1982)
- Pe malul stîng al Dunării albastre (1983)
- O lumină la etajul zece (1984)
- Figuranții (1987)
- Ce lume veselă... (2003)

### Directora
- Directorul nostru (1955, segona directora)
- Gioconda fără surâs (1967)
- Serata (1971)
- Trecătoarele iubiri (1974)
- Întoarcerea lui Vodă Lăpușneanu (1980)
- Liniștea din adîncuri (1982)
- Pe malul stîng al Dunării albastre (1983)
- O lumină la etajul zece (1984)
- Figuranții (1987)
- Aici nu mai locuiește nimeni (1995)
- Ce lume veselă... (2003)

## Distinciones
- Ordinul național „Pentru Merit” en grado de caballero (1 de diciembre de 2000) "Por los éxitos artísticos destacados y para la promoción de la cultura, el Dia Nacional de Rumanía"[2]